# USS Ticonderoga (CV-14)
O USS Ticonderoga foi um porta-aviões da Classe Essex que fez parte da Marinha dos Estados Unidos. Foi lançado ao mar em 7 de fevereiro de 1944, e participou ativamente da Segunda Guerra Mundial e da Guerra do Vietnã. Esteve em serviço até 16 de novembro de 1973.

## Segunda Guerra Mundial
Sua presença foi marcante na Campanha das Filipinas, na Batalha no Mar do Sul da China e em ataques às ilhas no sul do Japão, destruindo grande quantidade de aviões e navios japoneses. Sendo que seus aviões bombardearam Tóquio no final da guerra.

## Guerra do Vietnam
Esteve presente em toda a Campanha da Guerra do Vietnam. Seus aviões cumpriram missões de ataque e apoio. Nos anos de 1965-1966 foram mais de 10.000 ataques, com a perda de 16 aviões e 5 pilotos. Em 1966-1967 foram 11.650 ataques contra posições no Vietnam do Norte. No final de 1967 o porta-aviões esteve 120 dias envolvido em combates, encerrando a sua participação no conflito com mais 13.000 ataques.

## Acidente nuclear
Em 5 de dezembro de 1965, o USS Ticonderoga esteve envolvido em um incidente com armas nucleares. Um avião A-4E Skyhawk armado com uma bomba nuclear tipo B43, caiu do convés do (CV-14) no Oceano Pacífico, junto a costa do Japão. O piloto, o avião e a bomba nunca foram localizados.

## Missão espacial

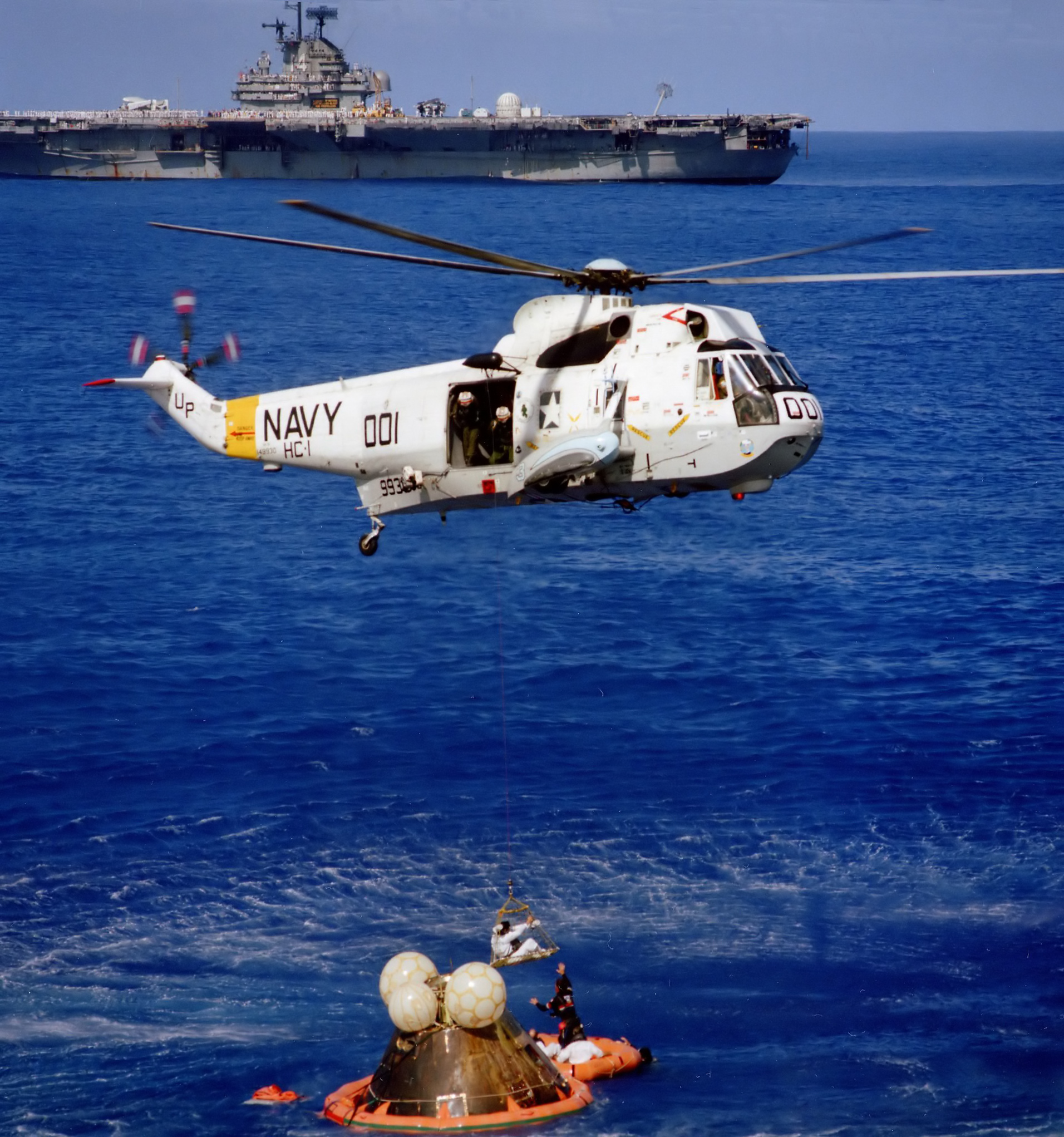
Operação de recuperação da cápsula Apollo 17.

O USS Ticonderoga (CV-14) foi o responsável pelo recolhimento no mar da cápsula espacial e os astronautas da Apollo 16 em abril de 1972, também em novembro do mesmo ano recolheu a tripulação do Apollo 17. Em 22 de junho de 1973, próximo a San Diego, o Ticonderoga recolheu os dois astronautas que retornaram com o Skylab.

## Honrarias e condecorações
- World War II - five battle stars
- Vietnam War - three Navy Unit Commendations
- Vietnam War - one Meritorious Unit Commendation
- Vietnam War - 12 battle stars